# Heberg
För tätorten i Kungsbacka kommun, se Halla Heberg.
Heberg är en tätort i Falkenbergs kommun i Hallands län.

## Historia
Arkeologer har hittat rester av hus från järnåldern.

## Befolkningsutveckling
| Befolkningsutvecklingen i Heberg 1960–2020 | Befolkningsutvecklingen i Heberg 1960–2020 | Befolkningsutvecklingen i Heberg 1960–2020 | Befolkningsutvecklingen i Heberg 1960–2020 | Befolkningsutvecklingen i Heberg 1960–2020 |
| ------------------------------------------ | ------------------------------------------ | ------------------------------------------ | ------------------------------------------ | ------------------------------------------ |
|                                            |                                            |                                            |                                            |                                            |
| År                                         |                                            |                                            | Folkmängd                                  | Areal (ha)                                 |
| 1960                                       | 1960                                       |                                            | 224                                        |                                            |
| 1965                                       | 1965                                       |                                            | 220                                        |                                            |
| 1970                                       | 1970                                       |                                            | 202                                        |                                            |
| 1975                                       | 1975                                       |                                            | 347                                        |                                            |
| 1980                                       | 1980                                       |                                            | 382                                        |                                            |
| 1990                                       | 1990                                       |                                            | 452                                        | 70                                         |
| 1995                                       | 1995                                       |                                            | 500                                        | 70                                         |
| 2000                                       | 2000                                       |                                            | 477                                        | 70                                         |
| 2005                                       | 2005                                       |                                            | 463                                        | 71                                         |
| 2010                                       | 2010                                       |                                            | 449                                        | 71                                         |
| 2015                                       | 2015                                       |                                            | 458                                        | 78                                         |
| 2020                                       | 2020                                       |                                            | 463                                        | 69                                         |
|                                            |                                            |                                            |                                            |                                            |

## Busslinjer
Genom Heberg går busslinjen 351. Den går från Falkenberg till Halmstad via Getinge. 

## Skolor
Sedan 1995 finns Söderskolan, en av Falkenbergs skolor. I högstadiet finns det tre hus som heter Alfa, Beta och Epsilon. Lågstadiets egen del heter Delta. Mellanstadiets del heter Gamma. 

## Kända personer
- Anders Henrikson i Heberg, riksdagsman